# Sarax stygochthobius
Espèce
Synonymes
- Charinus stygochthobius Weygoldt & Van Damme, 2004

Sarax stygochthobius est une espèce d'amblypyges de la famille des Charinidae.

## Distribution
Cette espèce est endémique de Socotra au Yémen,. Elle se rencontre dans la grotte Ghiniba.

## Description
Cette espèce est dépigmentée et anophtalme.
La carapace de la femelle holotype décrite par Miranda, Giupponi, Prendini et Scharff en 2021 mesure 2,00 mm de long sur 2,80 mm et elle du mâle paratype 2,40 mm de long sur 3,30 mm .

## Systématique et taxinomie
Cette espèce a été décrite sous le protonyme Charinus stygochthobius par Weygoldt et Van Damme en 2004. Elle est placée dans le genre Sarax par Miranda, Giupponi, Prendini et Scharff en 2021.

## Publication originale
- Weygoldt & Van Damme, 2004 : « A new troglomorphic whip spider of the genus Charinus (Amblypygi: Charinidae) from Socotra Island. » Fauna of Arabia, vol. 20, p. 327-334.